# Franja Aérea 1
Franja Aérea 1 (Airstrip One en el original inglés) es el nombre que adoptan las islas británicas en la novela futurista de George Orwell: 1984. En la obra, la Franja Aérea 1, compuesta por lo que en la actualidad serían Gran Bretaña e Irlanda es la tercera provincia más poblada dentro del superestado conocido como Oceania, constituido por el conjunto de América, la mitad sur del continente africano y el propio continente de Oceanía.

Banderas de los estados en 1984.

La ciudad más importante de Franja Aérea 1 es Londres, en la que reside el protagonista de la novela, Winston Smith, y donde se encuentran los ministerios en los que se dividía todo el sistema gubernamental de la provincia: el de la Verdad, en el que trabaja el propio Winston, el de la Paz, el de la Abundancia y el del Amor.
Si bien en la novela no se explica el por qué del nombre de la provincia, algunas teorías sostienen que el mismo se refiere a situación geoestratégica de las islas en la novela que son el punto más avanzado de Oceanía con respecto a Eurasia (ya que la Europa continental está dominada por este otro superestado). Estas teorías defienden que Oceanía ve las islas británicas como un portaaviones situado para atacar Eurasia en cualquier momento, quizás de forma similar al rol que Gran Bretaña jugó durante la Segunda Guerra Mundial.
- Datos: Q1291426